# Maria Petyt
Maria Petyt (Maria od św. Teresy, flam. Maria van de heilige Theresia, ur. 1 stycznia 1623 w Hazebrouck, zm. 1 listopada 1677 w Mechelen) – mistyczka flamandzka, tercjarka karmelitańska prowadząca życie konsekrowane, współautorka maryjnej duchowości karmelitańskiej, nazwanej życiem marioformicznym, wraz z Michałem van Ballaertem.

## Życie
Maria Petyt urodziła się 1 stycznia 1623 roku w Hazebroek w Południowych Niderlandach (obecnie Hazebrouck we Francji), w rodzinie wierzących i bogatych kupców bławatnych, Jana i Anny z domu Folcque. Jej rodzice byli bardzo pobożni i praktykowali miłosierdzie wobec ubogich, udostępniając za darmo swoje produkty, dostarczając zupę dla biednych, przyjmując w domu chorych i potrzebujących. W wieku ośmiu lat przeszła ospę wietrzną, która oszpeciła jej twarz, lecz Maria pozostała stale radosna.
Przygotowując się do pierwszej Komunii w 1633 roku, ślubowała w tajemnicy poświęcenie się Bogu i przyjęcie Jezusa jako Oblubieńca. W młodości przeżywała trudności w życiu wiarą. Mimo iż w wieku kilkunastu lat zdolna była do wielogodzinnych rozmyślań i wielkiej gorliwości, to miewała równocześnie zniechęcenia i strapienia duchowe, czuła bliską obecność Boga, jak i opuszczenie. Punktem zwrotnym w jej zmaganiach była pielgrzymka do sanktuarium Najświętszej Maryi Panny w Lille w 1639 roku, kończąca okres wątpliwości. Udała się na nią, aby wyprosić dla siebie uzdrowienie i urodę, a powróciła z pragnieniem całkowitego oddania się Bogu.
Pomimo przeszkód ze strony rodziny, w 1640 roku wstąpiła do klasztoru augustianek w Gandawie. Jednakże musiała go wkrótce opuścić ze względu na pogarszający się wzrok, powodujący trudności z odmawianiem brewiarza. Poznała potem flamandzkich karmelitów Reformy Tureńskiej i postanowiła wówczas zostać tercjarką karmelitańską, prowadząc życie we wspólnocie beginek. Przy wstąpieniu do trzeciego zakonu w 1642 roku otrzymała predykat od św. Teresy [z Ávili]. Jej pierwszy kierownik duchowy, o. Gabriel, zalecał różne dziwaczne praktyki pokutne, do których sensu miała zastrzeżenia.
Michał van Ballaert, którego po czterech latach wybrała na kierownika duchowego, pomógł jej upewnić się co do pustelniczego charakteru otrzymanego powołania. Odznaczał się także, podobnie jak jego penitentka, głębokim życiem duchowym i autentycznym nabożeństwem do Maryi. Ten rys ich duchowości stanowił płaszczyznę głębokiego porozumienia między nimi, umożliwiając owocne przeżywanie ich relacji po obydwu stronach.
W 1657 roku Maria od św. Teresy przeniosła się do Mechelen, gdzie w małym domku, przyległym do klasztoru karmelitańskiego, prowadziła wraz z kilkoma kobietami życie pustelnicze, osiągając wysoki stopień zjednoczenia z Bogiem. Przebywała tam aż do śmierci w 1677 roku.

## Duchowość
Maria od św. Teresy, na polecenie ojca Michała od św. Augustyna, przez lata spisywała swoje doświadczenia mistyczne. Notatki te wydał on kilka lat po jej śmierci, uzupełniając teologicznymi komentarzami. Część tych zapisków została przetłumaczona na język polski. Nowe wydanie flamandzkie, wraz z dodaniem tłumaczenia archaicznych słów na współczesny niderlandzki, ukazało się w 1976 roku, a jego całość jest obecnie dostępna online.

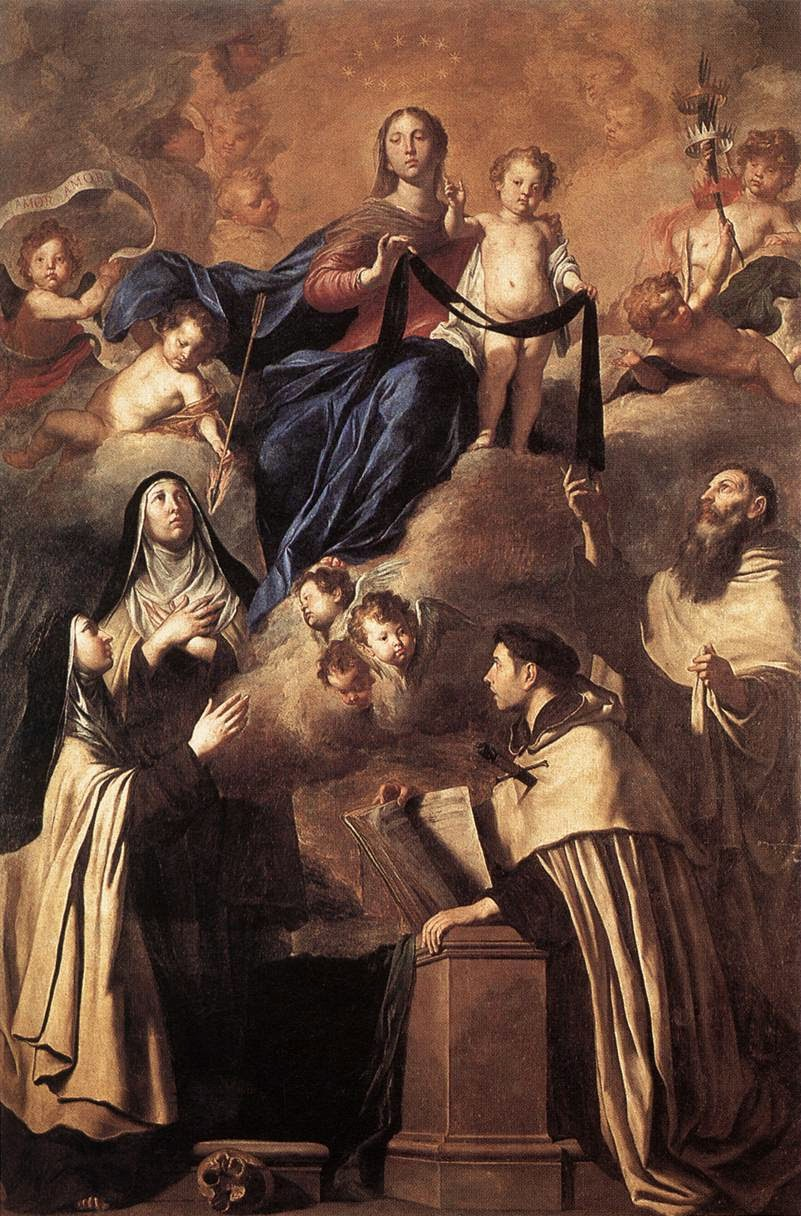
Matka Boża i święci karmelitańscy

Charakterystyczną cechą jej duchowości było, obok prostego jednoczenia z Bogiem, odczuwanie w sobie obecności Maryi, nie w sensie przebywania w duszy, lecz oddziaływania poprzez łaski pochodzące z Jej osobistego "dotyku", z pewnych wewnętrznych odczuć i poruszeń. Opisywała to w następujący sposób: "Czasami zostaje mi wskazane i ofiarowane życie duchowe w Maryi, odpoczynek, radość, połączenie, zjednoczenie w Niej. Oto jak się to dokonuje: Podczas, gdy w całej prostocie, ogołoceniu i spokoju umysł skierowany jest do Boga, bez obrazów, poprzez przylgnięcie, kontemplację i posiadanie tego Boga w sposób absolutnie prosty, zdarza się, że moja dusza odczuwa jednocześnie przylgnięcie, kontemplację i posiadanie Maryi". Wiele z tych przeżyć miało miejsce podczas liturgii godzin. Zdawała ona sobie sprawę z niezwykłości dokonujących się w niej spotkań z Maryją i rozumiała realne trudności na jakie to napotykało z teologicznego punktu widzenia. Wielu teologów i mistrzów życia duchowego tych czasów uważało ten typ duchowości za przeszkodę do czystego, dokonującego się jedynie przez wiarę, zjednoczenia z Bogiem.
U genezy tego typu duchowości maryjnej stoi nauczanie Arnolda Bostiusza, karmelity z XV wieku. W swoim traktacie De patronatu et patrocinio Beatissimae Virginis Mariae in dicatum sibi Carmeli ordinem pozostawił on praktyczne wskazania do całkowitego oddania się Maryi przez szkaplerz i konsekrację zakonną, praktykowane dzień po dniu, wśród ukrytych małych spraw codziennego życia. Nabożeństwo do Matki Bożej według niego jest "z istoty swojej wewnętrzne, obejmujące i poddające całe życie duchowe światłu i wpływom Maryi".
Do rozwoju tej duchowości znacznie przyczyniła się właśnie Maria Petyt, wraz z Michałem van Ballaertem, który omówił w swej książce etapy jej życia duchowego, zwłaszcza bierną noc ducha, która trwała około pięć lat. U wyjścia z tej nocy, bezpośrednio przed zaślubinami duchowymi, zgodnie z jego opisem, nastąpił "świetlany wyłom" - wspaniały okres, który sama pustelnica nazwała "życiem Maryjnym w zjednoczeniu z Maryją w Bogu". Jest to, według niego, nadzwyczajna łaska Boża, dana aby doprowadzić duszę do doskonalszego zjednoczenia z Trójcą Świętą i zaślubin duchowych.